# まどろみバーメイド
『まどろみバーメイド』（英語: Sleepy Barmaid）は、早川パオによる日本の漫画作品。タイトルにある「バーメイド」とは「女性バーテンダー」を意味しており、女性バーテンダーを主人公として描く。『週刊漫画TIMES』（芳文社）にて、2017年3月24日号（2017年3月10日発売）より不定期連載中。
イラストレーターであった早川パオの漫画家デビュー作となる。作中におけるカクテル作りの描写が丁寧であること、絵柄が綺麗であること、酒の知識が多く描写されていることなどから好評を得ている。
2019年7月14日（13日深夜）より『まどろみバーメイド 〜屋台バーで最高の一杯を。〜』のタイトルでテレビドラマが放映された。
2023年12月時点で電子書籍を含む累計部数が140万部を突破している。

## あらすじ
都内に現れるという神出鬼没の屋台バー「サテライト」を営む月川雪、老舗五つ星ホテル「エリシオンホテル東京」で働く伊吹騎帆、フレアバーテンディングの技術で客を沸かせる陽乃崎日代子。一つ屋根の下で共に暮らす彼女達バーメイド（女性バーテンダー）の物語。

## 登場人物

### 主要人物
月川 雪（つきかわ ゆき）
本作の主人公の一人。屋台のバー「サテライト」を営むバーテンダー。寡黙でぼんやりしたところがあり、夜が苦手なため営業中でも立ったまま寝てしまうなど一見するとバーテンダーとしては致命的な弱点を持つ。現在は騎帆と日代子の三人で共同生活をしている。両親が洋食店を営んでいた下地があるためか、既存のカクテルのツイスト（アレンジ）が得意。お酒に対しては良いイメージは無かったものの、雪が降る夜に閉店した両親の洋食店「グリーム」内で寝てしまっていたところを騎帆に助けられ、その時に飲んだカクテルをきっかけにバーテンダーに興味を持つ。一時期はホテル「エリシオンホテル東京」のバーに在籍していたが後に退職している。
日本人には珍しい碧色の瞳をしている。カナヅチ。
伊吹 騎帆（いぶき きほ）
本作の主人公の一人。老舗五つ星ホテルの「エリシオンホテル東京」で働くセカンドチーフバーテンダー。勝気で小姑のような細かい性格で、雪や日代子にとっては大家的存在でもある。バーテンダーとして得意なオペレーションはステアで、音が出ないステアの技術から「ミスサイレンス」という異名を持つ。普段の仕事では何よりも努力を怠らない努力家。祥子とは学生時代の同級生であり、香港に住むアシュレイとも知人関係。「バーマン・プラチナム」出演の際に余呉から指名され、その場で早馬、真下の承認を受けチーフバーテンダーに昇格。

陽乃崎 日代子（ひのさき ひよこ）
本作の主人公の一人。高円寺のバー「STREAM（ストリーム）」で働くフレアバーテンダー。わがままでぶりっこな性格をしている。過去には幼稚園の先生をしていた。自分の顔や巨乳といったスタイルに自信を持っており、男受けは良いが同性からは嫌われるタイプだと自覚している。言動や振る舞いに対して意外とガードは固く、自分の身体を見るのは構わないがお触りは許さない。名古屋にあるブランドショップ「ヒノサキ」の令嬢であり、四姉妹の四女にあたる。
杉並区民祭では「4アイテム」を超える超高難易度パフォーマンス「5ボトルカスケード」を成功させる。

バンブー
ある日雪の屋台に突然現れた豚。飼い主が見つからないため番犬ならぬ番豚として「バンブー」と名付けられ、騎帆の家で皆と一緒に暮らしている。お風呂好きな面を持ち、泳ぎも達者。
後に間宮という老夫婦の飼い豚と判明したが、飼い続けることが難しいとのことで正式に譲り受けることに。

### エリシオンホテル東京
早馬 明（そうま あきら）
騎帆が働くホテル「エリシオンホテル東京」のバー支配人。何事にも厳しく、基本に忠実で現状の変化をあまり望んでおらず、これまで様々な先達が紡いできた店の伝統を変えることを良しとしていない。
過去にエリシオンで働いていた雪が客に出したツイストがエリシオンのレシピにはなかったことがエリシオンの方向性から大きく逸脱しているとし、彼女を解雇した過去がある。
離婚歴があり、理香という娘がいる。

余呉 良（よご りょう）
チーフバーテンダー。穏やかな性格で人望が厚く、エリシオンを辞めた雪のことを未だ気に掛けている。スタンダードカクテルや基本のオペレーションを大事にしており、体を悪くしているがバーテンダーとしての腕は高い。
設楽 政宗（したら まさむね）
バーテンダー。騎帆の先輩で、自分をエリシオン一の伊達男と称する。仕事に対して効率的な考えの持ち主。

山路（やまじ）
バーテンダー。美人に弱く、雪にも好意を抱いている。

若尾 みちる（わかお みちる）
案内係（グリーター）。気弱な性格で、自分を映画のモブのように捉えている。プライベートでは多くのアクセサリーをつけており、仕事中とは見た目にギャップがある。泣き上戸。
「バーマン・プラチナム」出演を経て、正バーテンダーに昇格。

海神 志鶴（わだつみ しづる）　
レストランの平ソムリエ。元々は騎帆と同期入社で優秀なソムリエだったが、今はサボり癖があり熱心に仕事をしていない。後にバーへ異動。

真下（ました）
レストラン部や調理部、バー部を統括する料理部監督（F&Bディレクター）。早馬の上司。ホテル「アヴァロン東京」に客を取られたことを鑑み、伝統に拘らない新しい風を入れようとすることで早馬と考えが食い違う。

### アヴァロン東京
アシュレイ・フー
世界最高とも言われるシェイク技術を持つ、香港No.1バーテンダー。メビウスのような軌道を描くシェイクから「蛇」との通称を付けられている。過去のコンクールで暴行事件を起こし、隠遁生活をしていた。ぽっちゃりした妹のシャノンが大好きで、彼女への尾行癖がある。

シャノン・フー
アシュレイの妹。香港で雪と知り合い、彼女を鰂魚涌（クォーリーベイ）のモンスターマンションへと誘う。英語と広東語しか話せない姉と違い、日本語が上手。しっかり者だが少々どんくさい面もあり、不幸な目に合いがち。痩せたがっている。

### BAR ストリーム
高円寺にあるバー。日代子の勤め先。
人見 柊（ひとみ しゅう）
バー「STREAM（ストリーム）」の店長で、日代子の上司。アラフィフだが毎日のトレーニングで体力作りをかかさない。日代子にフレアバーテンダーとして働くためには、技術・心・ステージの「三つの死」を乗り越えなければならないと説く。

宗方 六郎（むなかた ろくろう）
ストリームのオーナーで、日代子の採用を決定した人物。かつては著名なバーテンダーで、人見の憧れの存在。
バーテンダーとしては引退同然であったが、「バーマン・プラチナム」で騎帆との対戦を経て現役復帰。

### 陽乃崎家
伊須香（いすか）
四姉妹の長女。夫婦で歯科医院を経営している。日代子のことは「ピーちゃん」と呼ぶ。実家の経営危機から日代子を神代グループの御曹司と結婚させようと企む。バーテンダーのことは軽んじる傾向がある。

杙奈（くいな）
四姉妹の次女。県内偏差値トップを誇る名門の私立八又高校の教師。自身のキャリアを大事にしているため、今の所結婚は考えていない。

嗣実（つぐみ）
四姉妹の三女。建築デザイナーで既婚。

### パティスリー・ライブラ
生方麟（うぶかた りん）
ワールドスイーツコンペティション日本大会で優勝したこともある、ライブラの元パティシエ。創業者である操と共に共同経営をしていたが、操が店を辞めた後は路面店を畳みキッチンカーで日本中を放浪している。「彼女と深く関わった人間は消える」という噂から、ライブラは幽霊船と揶揄されるようになった。杉並区民祭で出会った雪をある人捜しに誘う。

操（みさお）
パティスリー「ライブラ」の元・共同経営者であり創業者。麟と共にワールドスイーツコンペティション日本大会で優勝し、将来を嘱望されていた人物であったが突然店を辞め、姿を消す。
麟からは「操姉ちゃん」と呼ばれていた。フロマージュが好物。

### サテライトの客
剣堂 寅雄（けんどう とらお）
雪の屋台をふらりと訪れ、焼酎を使ったカクテルと意地悪な注文をしたことがあるサラリーマン。雪のカクテルのアイデアとその所作に感心し興味を持つ。ホテル「アヴァロン東京」に入るテナントの仲介を担当しており、上層部より引退した香港のバーテンダー「蛇」の日本招聘の命を受け雪に協力を依頼する。

青柳 辰哉（あおやぎ たつや）
かつては天才少年としてもてはやされたが、今は落ち目となっているバイオリニスト。酔っ払って寝ていた所を雪に起こされ酒を飲んだ後、怒った勢いで無銭飲食をしてしまう。

木下 優（きのした ゆう）
山形から上京し工場で働く女性。母を亡くしており、その母が愛した泣けるほど甘いという「なみだのウイスキー」を探している。

### 熾天使
熾天使（セラフィム）を名乗る3兄妹弟のバーテンダー。自分の店を持たず、雇われバーテンダーとして働いている。杉並区民祭で日代子と共に雪が映った映像を見て、20数年前（雪が3歳のとき）に水難で行方不明となった妹白雪（しらゆき）であると判断し、接触してくる。3人とも雪と同じ碧色の瞳をしている。下記の説明では記載の便宜上、3人+白雪以外に兄弟姉妹がいないものとして記述している。
朝星 朱春（あさぼし すばる）
長兄。白雪の9歳年上。
朝星 灰音（あさぼし はいね）
長姉。朱春と白雪の間の年齢。
朝星 碧葉（あさぼし あおば）
末弟。白雪が行方不明になったときには産まれていない。
バーテンダーとしての技量はあるが未成年（18歳）のために試飲などは行えず、創作カクテルもノンアルコールカクテルを除いては作れない。

### その他
上森 祥子（うえもり しょうこ）
雪の昔なじみの女性。実家の「なんでも修理工房 うえもり」にてリサイクル業務に携わっており、かつて雪の屋台バーを制作した。お酒は好きだが、弱いため飲むとすぐに寝てしまう。

中華屋のおばちゃん
騎帆の家の近くにある中華料理店の店員。無口だが相手への威圧感でコミュニケーションをはかる。料理は店の余り物で作るため、メニューはおまかせだが、値段は安く美味しいと評判。

神代 祐樹（かみしろ ゆうき）
神代グループの御曹司であり、日代子のお見合い相手。ぽっちゃりとした真面目な好青年で趣味はスカイスポーツ。

よしえ
操の海女仲間の老女。
砕明寺（さいみょうじ）
銀座のバー「メテオ」のオーナーバーテンダーを務める若い男性。
バーテンダーとして技量や知識は高く、SNSを利用した話題作りにも長ける。
現在の日本のバーの在り方に疑問を持ち、これを討ち破る為に、バーテンダー対決番組「バーマン・プラチナム」でエリシオンホテル東京の面々と対決する。
「バーマン・プラチナム」で敗れた後は、SNSで反動的に炎上が起こる。

## 用語
サテライト
雪が営む移動式の屋台バー。店名の「SATELLITE」は地球の衛星である月にちなんだものであり、その名のように東京の街を転々と移動している。
エリシオンホテル東京
騎帆が務める五つ星の老舗ホテル。「どんなお客様の要望にもNOを言わない」を唯一のポリシーとする。上層部はアヴァロンの進出に危機感を抱き、現状を変えようとしている。
アヴァロン東京
品川にオープンした香港資本の高級ホテル。最上階にバーを備える。ファン層拡大のため香港からNo.1バーテンダーの「蛇（アシュレイとシャノン）」を招く。
フレアバーテンダー
フレアバーテンディングというパフォーマンスをしながらカクテルを作るバーテンダー。主にボトルやティンなどの「アイテム」を使いパフォーマンスを行う。回転系、衝撃系、静止系、投擲系など4種の技を基本系統がある。
ツイスト
作中では「既存カクテルのレシピのアレンジ」のように使われる。雪の得意技。
「捻じって」のフリガナとして登場人物のセリフで使われることがある。
三つの死
フレアバーテンダーが乗り越えなければならない三つの試練（ミスばかりで感覚を戻せない「技術の死」、誰も技を見てくれない「心の死」、客になめられる「ステージの死」）のこと。
4アイテム
フレアバーテンディングの中で、4つのアイテムを同時に扱うこと。同業者の実力を測る際の一つのポイントとして参考にされる。 アイテムをジャグリングのように連続で4本投げ続けると「4ボトルカスケード（数珠つなぎ）」と呼ばれる。

## 書誌情報
- 早川パオ『まどろみバーメイド』 芳文社 〈芳文社コミックス〉、既刊17巻（2025年6月13日現在）
  1. 2017年7月14日発売[6]、ISBN 978-4-8322-3556-4
  2. 2017年12月15日発売[6]、ISBN 978-4-8322-3586-1
  3. 2018年7月13日発売[6]、ISBN 978-4-8322-3618-9
  4. 2018年12月14日発売[6]、ISBN 978-4-8322-3649-3
  5. 2019年6月13日発売[6]、ISBN 978-4-8322-3679-0
  6. 2019年12月16日発売[6]、ISBN 978-4-8322-3706-3
  7. 2020年6月16日発売[6]、ISBN 978-4-8322-3747-6
  8. 2020年12月16日発売[6]、ISBN 978-4-8322-3789-6
  9. 2021年6月16日発売[6]、ISBN 978-4-8322-3747-6
  10. 2021年12月16日発売[6]、ISBN 978-4-8322-3878-7
  11. 2022年6月16日発売[6]、ISBN 978-4-8322-3920-3
  12. 2022年12月15日発売[6]、ISBN 978-4-8322-3960-9
  13. 2023年6月15日発売[6]、ISBN 978-4-8322-0302-0
  14. 2023年12月14日発売[6]、ISBN 978-4-8322-0351-8
  15. 2024年6月14日発売[6]、ISBN 978-4-8322-0409-6
  16. 2024年12月16日発売[6]、ISBN 978-4-8322-0464-5
  17. 2025年6月13日発売[6]、ISBN 978-4-8322-0516-1

## テレビドラマ
2019年7月14日（13日深夜）よりテレビ大阪、BSテレビ東京、BSテレ東4Kにて『まどろみバーメイド 〜屋台バーで最高の一杯を。〜』のタイトルでテレビドラマが放送される。全12話。
番組主題歌「Bloom in the city」はSHE IS SUMMERが番組のための書下ろした楽曲である。
番組の撮影開始にあたって、木竜麻生と玄理は原作でも取材協力としてクレジットされる渋谷の「BAR石の華」のオーナーバーテンダー石垣忍に1か月ほど弟子入りしている。また、八木アリサもフレアバーテンダーの富田晶子に弟子入りをしている。石垣は、作中に登場するカクテルのレシピの提供、オリジナル創作カクテルの考案もしている。

### キャスト

#### レギュラー
- 月川雪 - 木竜麻生[3]
- 伊吹騎帆 - 玄理[3]
- 陽乃崎日代子 - 八木アリサ[3]
- バンブー - プリンス[9]

#### ゲスト
第1話
- 剣堂寅雄（お酒に詳しい男） - 相島一之（第10話 - 最終話）
- 野々原さや（イラストレーター） - 清水葉月（第10話）

第2話
- 青柳辰哉（元アイドル） - 忍成修吾

第3話
- 荒木泰徳（僧侶） - 木下隆行（TKO）

第4話
- 若尾（騎帆の後輩） - 中村ゆりか
- 早馬（エリシオン支配人） - 安部賢一
- 山路（若尾の後輩） - 上川周作

第5話
- 喪服姿の謎の女性（漫画家・シャーク・ポール、本名：響子） - 余貴美子
- 編集担当 - 岩井堂聖子
- 中華屋おばちゃん - 原扶貴子

第6話
- 真奈美（シングルマザー） - 田畑智子
- ソラ（真奈美の息子） - 斎藤汰鷹

第7話
- 美樹本（日代子のストーカー） - 大後寿々花
- 富田晶子 - 本人

第8話
- 幸田（雪に貢ぐ男） - 遠藤雄弥
- 上山（屋台バーの客） - 金田哲（はんにゃ）

第9話
- 長坂（爆弾を持つ男） - 高橋和也
- コンビニ従業員 - 田中偉登

第10話
- 美濃テレシア（踊る占い師） - サヘル・ローズ

第11話・最終話
- 木下優 - 小野花梨

### スタッフ
- 原作 - 早川パオ
- 脚本 - 田中洋史、上野友之[2]
- 監督 - 池田千尋、古川豪[2]
- 音楽 - ベンジャミン・べドゥサック
- 主題歌 - SHE IS SUMMER「Bloom in the city」
- エンディングテーマ - the chef cooks me「CP」
- キャスティングプロデューサー - 高柳亮博
- コンテンツ - 金森啓（テレビ大阪）
- プロデューサー - 岡本宏毅（テレビ大阪）、江川智（ADKクリエイティブ・ワン）、田中勇也（ADKクリエイティブ・ワン）
- チーフプロデューサー - 金岡英司（テレビ大阪）
- 制作 - テレビ大阪、ADKクリエイティブ・ワン
- 製作著作 - ドラマ「まどろみバーメイド」製作委員会

### 放送日程
| 各話   | 放送日  | サブタイトル           | ラテ欄                                                 | 脚本            | 監督     |
| ------ | ------- | ---------------------- | ------------------------------------------------------ | --------------- | -------- |
| 第1話  | 7月14日 | 屋台バーの女           | 3人の女バーテンダー 月夜に現る(秘)屋台バー             | 田中洋史        | 池田千尋 |
| 第2話  | 7月21日 | 夢を売った男           | （秘）屋台 元アイドルの魂に火を…青い炎の（秘）カクテル | 田中洋史        | 池田千尋 |
| 第3話  | 7月28日 | 飲めない和尚           | 隠し味しょう油!? （秘）酒                              | 田中洋史        | 古川豪   |
| 第4話  | 8月04日 | 悩める若きバーテンダー | 屋台（秘）ジンフィズ決戦                               | 上野友之 古川豪 | 古川豪   |
| 第5話  | 8月11日 | 殺して来た女           | （秘）殺人 恋人を殺してきた女…                         | 上野友之        | 古川豪   |
| 第6話  | 8月18日 | 放置された親子         | 放置子 母の思い出オムライス                            | 池田千尋        | 池田千尋 |
| 第7話  | 8月25日 | 髪を切ったストーカー   | 七色酒 体は女、心は男…虹色（秘）カクテル               | 田中洋史        | 池田千尋 |
| 第8話  | 9月01日 | 貢ぐ男                 | 恋愛!? ダメ男との禁断の恋!?                            | 古川豪          | 古川豪   |
| 第9話  | 9月08日 | 爆弾を持つ男           | 服役囚3年ぶり涙の酒                                    | 古川豪          | 古川豪   |
| 第10話 | 9月15日 | 踊る占い師             | 踊る占い師との心理戦 （秘）チョコ酒                    | 田中洋史        | 池田千尋 |
| 第11話 | 9月22日 | 泣けないコロッケ係     | 別れ…涙のウィスキー                                    |                 | 池田千尋 |
| 最終話 | 9月29日 | 新しい星               | バーテンダー3人の絆 友へ…決意のカクテル                |                 | 池田千尋 |

### ネット局
| BSテレ東・テレビ大阪 真夜中ドラマ              | BSテレ東・テレビ大阪 真夜中ドラマ                                           | BSテレ東・テレビ大阪 真夜中ドラマ                    |
| 前番組                                         | 番組名                                                                      | 次番組                                               |
| ---------------------------------------------- | --------------------------------------------------------------------------- | ---------------------------------------------------- |
| 歌舞伎町弁護人 凛花 （2019年4月14日 - 7月7日） | まどろみバーメイド 〜屋台バーで最高の一杯を。〜 （2019年7月14日 - 9月29日） | 江戸前の旬 season2 （2019年10月20日 - 2020年1月5日） |

## コラボレート
2022年2月8日にAMAHAGANと本作のコラボウイスキー「AMAHAGAN ワールドモルト まどろみバーメイドボトル 月川雪」を発売。ボトルラベルと外箱のイラストは、早川が描きおろしている。早川によると、「強い甘味とスパイシーさがあり、どことなくバーメイドの物語を思い返す印象」の味となっている。